# Corythalia bryantae
Corythalia bryantae là một loài nhện trong họ Salticidae.
Loài này thuộc chi Corythalia. Corythalia bryantae được Arthur Merton Chickering miêu tả năm 1946.